# 대한민국 제6대 대통령 선거 제주도
이 문서는 대한민국 제6대 대통령 선거의 제주도 지역 개표 결과이다.

## 개표 결과

### 제주시
|  | 56.28% |

|  | 36.06% |

|  | 2.44% |

|  | 2.28% |

|  | 1.76% |

|  | 1.15% |

### 북제주군
|  | 56.98% |

|  | 30.08% |

|  | 4.26% |

|  | 3.92% |

|  | 2.79% |

|  | 1.94% |

### 남제주군
|  | 56.28% |

|  | 31.43% |

|  | 4.62% |

|  | 3.26% |

|  | 2.73% |

|  | 1.66% |

## 전체 결과
|  | 56.54% |

|  | 32.12% |

|  | 3.76% |

|  | 3.41% |

|  | 2.50% |

|  | 1.63% |

민주공화당 박정희 후보가 과반이 넘는 56.54%의 득표율을 기록하면서 제주도에서 승리를 거두었다.
신민당 윤보선 후보는 32.12%의 득표율로 2위를 차지했다.

### 주요 후보 결과
| 지역     | 윤보선 | 윤보선 | 박정희 | 박정희 |
| 지역     | 득표수 | 득표율 | 득표수 | 득표율 |
| -------- | ------ | ------ | ------ | ------ |
| 제주시   | 11,981 | 36.06% | 18,701 | 56.28% |
| 북제주군 | 14,215 | 30.08% | 26,923 | 56.98% |
| 남제주군 | 15,376 | 31.43% | 27,534 | 56.28% |

민주공화당 박정희 후보가 제주도 내 전 지역에서 승리를 거두었다. 박정희 후보는 지난 대선에 이어서 다시 한 번 제주도 내 모든 지역 싹쓸이에 성공한 것으로 제주도 내 지지가 건재함을 드러냈다.
신민당 윤보선 후보는 전 지역에서 패배했다. 하지만 압도적인 격차로 패배했던 지난 대선과는 달리 모든 지역에서 30% 이상의 득표율을 기록했다.

## 같이 보기
- 대한민국 제6대 대통령 선거